# バンデンバーグ決議
バンデンバーグ決議（バンデンバーグけつぎ　Vandenberg resolution）とは、1948年6月11日にアメリカ上院において合衆国上院決議第239号採択された決議。上院の単独の決議であり、法的には下院の同意も大統領の署名もないため、法律ではない。条約の批准の同意権のある上院の政策的意思を表明するものである、

## 概要
当時のアメリカ上院外交委員長・アーサー・バンデンバーグの提案によるところからこの名前がある。
この決議によってアメリカ合衆国は援助先の国に対して、援助と引き換えに軍事力の増強を要請することになった。
ところが、1951年に日本との間で安全保障条約が締結されることになった際に、憲法上の制約（日本国憲法第9条）によって十分な自衛力を持つことが出来ないとされ、同決議との兼ね合いが問題とされた。このため、アメリカが日本の安全保障を助ける片務的条約とする代わりに日本側にも自衛力の漸増を期待する内容となった（（旧）日米安保条約）。
日本はこの決議と条約に基づいて、1954年に自衛隊を発足させるなど自衛力の増強に強め、日米両国は安保条約を双務的な条約に改訂すべく模索することになった（安保改定）。